# Robertsbridge
Robertsbridge är en ort i grevskapet East Sussex i England. Orten ligger i distriktet Rother, cirka 16 kilometer norr om Hastings och cirka 21 kilometer sydost om Royal Tunbridge Wells. Tätorten (built-up area) hade 2 047 invånare vid folkräkningen år 2011.